# Марс і людський розум
Марс і людський розум (англ. Mars and the Mind of Man) — науково-популярна книга, що розповідає про публічний симпозіум у Каліфорнійському технологічному інституті 12 листопада 1971 року. Учасниками були п'ять відомих науковців, літераторів та журналістів — Рей Бредбері, Артур Кларк, Брюс Мюррей, Карл Саган і Волтер Салліван. Вони вп'ятьох і стали авторами цієї книги. Симпозіум відбувся незадовго до того, як космічний зонд Марінер-9 вийшов на орбіту навколо Марса. Книга була опублікована в 1973 році у Нью-Йоркському видавництві Harper and Row.

## Про книгу
Книга є записом дискусії між п'ятьма учасниками симпозіуму 12 листопада 1971 року з нагоди прибуття «Марінера-9» на Марс. «Марінер-9» мав стати першим земним космічним кораблем, який вийде на орбіту іншої планети. Як зазначалося, «… Професор планетології Каліфорнійського технологічного інституту Брюс Мюррей скликав [] велику групу мислителів, щоб обговорити наслідки цієї історичної події». Модератором дискусії був Волтер Салліван, науковий редактор «New York Times». Учасники виразили різні точки зору на місію «Марінер-9», на сам Марс, на взаємозв'язок людей і космосу, на встановлення пріоритетів у дослідженні космосу й на майбутнє цивілізації загалом. До книги також увійшли перші фотографії, надіслані на Землю «Марінером-9», і «…добірка „запізнілих думок“ учасників дискусії, оглядаючи це історичне досягнення».

## Вірш Бредбері
На кількахвилинному архівному відео, опублікованому НАСА, Бредбері жартує з іншими членами дискусії. Сегмент фільму опублікували 2012 року на честь нещодавнього найменування місця на Марсі на його честь «Бредбері-Лендинг». На оприлюдненому відео видно, як Бредбері читає свій вірш «Якби ми вищими були» (вірш починається о 2:20). На той час це був «…один із кількох неопублікованих віршів, якими він поділився на заході». Перед читанням вірша Бредбері сказав: «Я не знаю, що в біса я тут роблю. Я найменш науковий з усіх людей, які сьогодні тут на платформі… Я сподівався, що протягом останніх кількох днів, коли ми підійдемо ближче до Марса і пил розсіється, ми побачимо багато марсіан, які стоятимуть там із величезними табличками: „Бредбері мав рацію“».